# Eyragues
Eyragues település Franciaországban, Bouches-du-Rhône megyében. Lakosainak száma 4289 fő (2022. január 1.). Eyragues Châteaurenard, Graveson, Maillane, Noves és Saint-Rémy-de-Provence községekkel határos.

## Népesség
A település népességének változása:
| Lakosok száma | 2288 | 2968 | 3504 | 4179 | 4189 | 4354 | 4468 | 4496 | 4421 | 4289 |
|               | 1968 | 1982 | 1990 | 2006 | 2013 | 2015 | 2017 | 2019 | 2020 | 2022 |